# PKP-Baureihe ET21
Die Lokomotiven der Baureihe ET21 der Polnischen Staatsbahnen (PKP) sind Elektrolokomotiven, die vorrangig für den Güterverkehr gebaut wurden. Die ET21 die erste in Serie produzierte Elektrolokomotive Polens.

## ET21 der PKP
1955 wurde mit der Konstruktion der ersten polnischen Serien-Elektrolokomotive für den Güterverkehr begonnen. Der Hersteller kennzeichnete die Lokomotive als 3E, während sie bei PKP zuerst mit der Serie E500, dann mit E06 und nach Einführung des (RN-58/MK0001-Standards) mit der Serie ET21 gekennzeichnet wurde. Wie bei Güterzuglokomotiven üblich besitzt sie zwei dreiachsige Drehgestelle, bei denen alle Achsen angetrieben sind, und ein Getriebe mit einem Übersetzungsverhältnis von 85:24. Die Höchstgeschwindigkeit beträgt 100 km/h.
Die Serienfertigung der Lokomotiven, die die Baureihenbezeichnung ET21 erhielten, begann 1957. 1960 erfolgte eine geringfügige Änderung der Konstruktion: Ab der Lokomotive ET21-70 wurde die Dienstmasse um 7,7 t verringert und die Hersteller Typenbezeichnung in 3E/1 geändert. Die PKP-Bezeichnung blieb unverändert. Insgesamt wurden bis 1971 von 726, 658 Maschinen des Typs ET21 an die PKP geliefert.
Das Haupteinsatzgebiet der ET21 ist der Güterverkehr, fallweise kommt es zu Einsätzen vor Personenzügen.
Ab 1969 wurde die Nachfolgebaureihe ET22 ausgeliefert, die fortan die ET21 verdrängte. In den 1970er Jahren begann die Ausmusterung, dennoch waren 2007 noch 32 Einheiten der ET21 im Einsatzbestand der PKP; alle vom ab 1960 hergestellten Typ E3/1. Die verbliebenen Lokomotiven sind größtenteils in Nowy Sącz, Wrocław, sowie in Kraków und Łazy beheimatet. Lokomotive ET21-57 befindet sich im Museumsbestand der PKP.

## Typen 3E und 3E/1 bei Industriebahnen
Baugleiche Lokomotiven wurden auch an die Sandbahnen der Przedsiębiorstwo Materiałów Podsadzkowych Przemysłu Węglowego geliefert. Dies waren 14 Lokomotiven vom Typ 3E und 54 vom Typ 3E/1. Ein Teil davon wird noch von den privatisierten Nachfolgeunternehmen eingesetzt.
17 weitere ET21 übernahmen diverse Privatbahnen von den PKP.

## Technische Beschreibung
Der Hauptrahmen der Lokomotive wurde als Brückenrahmen in Schweißkonstruktion hergestellt und ist für eine dynamische Längsbeanspruchung von 2000 kN ausgelegt. Er besteht aus zwei Längsträgern, die mit mehreren Querträgern sowie den Pufferbohlen versteift sind. Auf ihm ist der Lokkasten gesetzt, der als Profilstahlgerippe, mit Blech verkleidet ist. Drei Dachteile über dem Maschinenraum sind abnehmbar, die restlichen Dachteile sind mit dem Kastengerippe verschweißt. Der Maschinenraum besitzt einen Durchgang. Die Hochspannungskammer befindet sich in einem abgesperrten Raum in der Maschinenraummitte. Auch die Drehgestelle sind eine Schweißkonstruktion und sind untereinander mit Querkupplungen verbunden. Die Achslager sind über Gleitbacken im Drehgestellrahmen geführt und mit Schrauben- oder Blattfedern abgefedert. Das Laufwerk ist in Tatzlager-Bauweise mit zweiseitigem Antrieb ausgeführt, das Übersetzungsverhältnis beträgt 24:85. Die Lokbremse bremst alle Räder der Lok zweiseitig ab, die dafür benötigte Druckluft wird von zwei Luftverdichtern mit einer Förderleistung von 105 m3/h bei acht bar Nenndruck gefördert.
Als Stromabnehmer besaß die Lokomotive ursprünglich Scherenstromabnehmer mit einfacher Schleifleiste. Daran schloss sich ein Überspannungsableiter und der Hauptschalter an, der als Hochspannungs-Druckluft-Schnellschalter ausgeführt war. Die Fahrmotoren, die als fremdbelüftete Reihenschlussmotoren ausgeführt sind, können in folgenden Schaltmöglichkeiten mit einer Widerstandssteuerung geschaltet werden;
- alle sechs Motoren in Reihe;
- je drei Motoren in Reihe, beide Gruppen in Parallelschaltung;
- je zwei Motoren in Reihe, diese drei Gruppen parallel.

Dazu kommen noch für jede Schaltgruppe drei Feldschwächungsstufen mit einem Grad von 76, 60 und 50 %. Damit ergibt der Normalbetrieb zwölf Dauerfahrstufen. Bei einer Motorstörung konnte ein Betrieb nur in Reihenschaltung der unbeschädigten Motoren durchgeführt werden. Die beschädigten Fahrmotoren wurden mit einem Trenner abgeschaltet. Für die Fahrtrichtungsänderung ist eine Wendeschaltung vorhanden.
Je drei Fahrmotoren wurden von einem Fahrmotorenlüfter gekühlt, die von je zwei Motoren angetrieben wurden. Ein Fahrmotorlüfter kühlte zusätzlich die Widerstände der Steuerung. Ein Generator speiste die Steuerstromkreise und die Lichtanlage der Lokomotive, die Lokomotiv- und Zugheizung wurde mit 3 kV vorgenommen. In der Lokomotive waren je Führerstand drei Heizkörper mit 1 kV Heizspannung vorhanden.

## Bilder

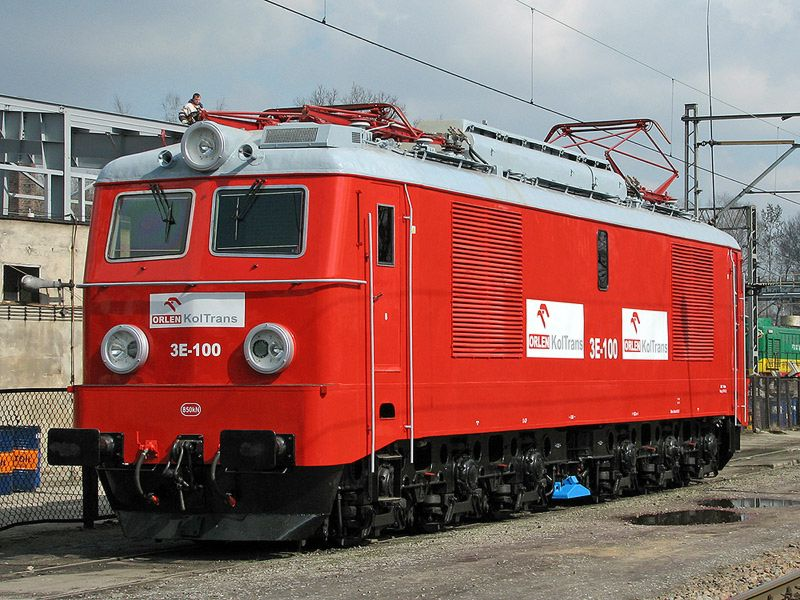
Bei Newag in Gliwice modernisierte Lokomotive 3E-100 von Orlen (2013)

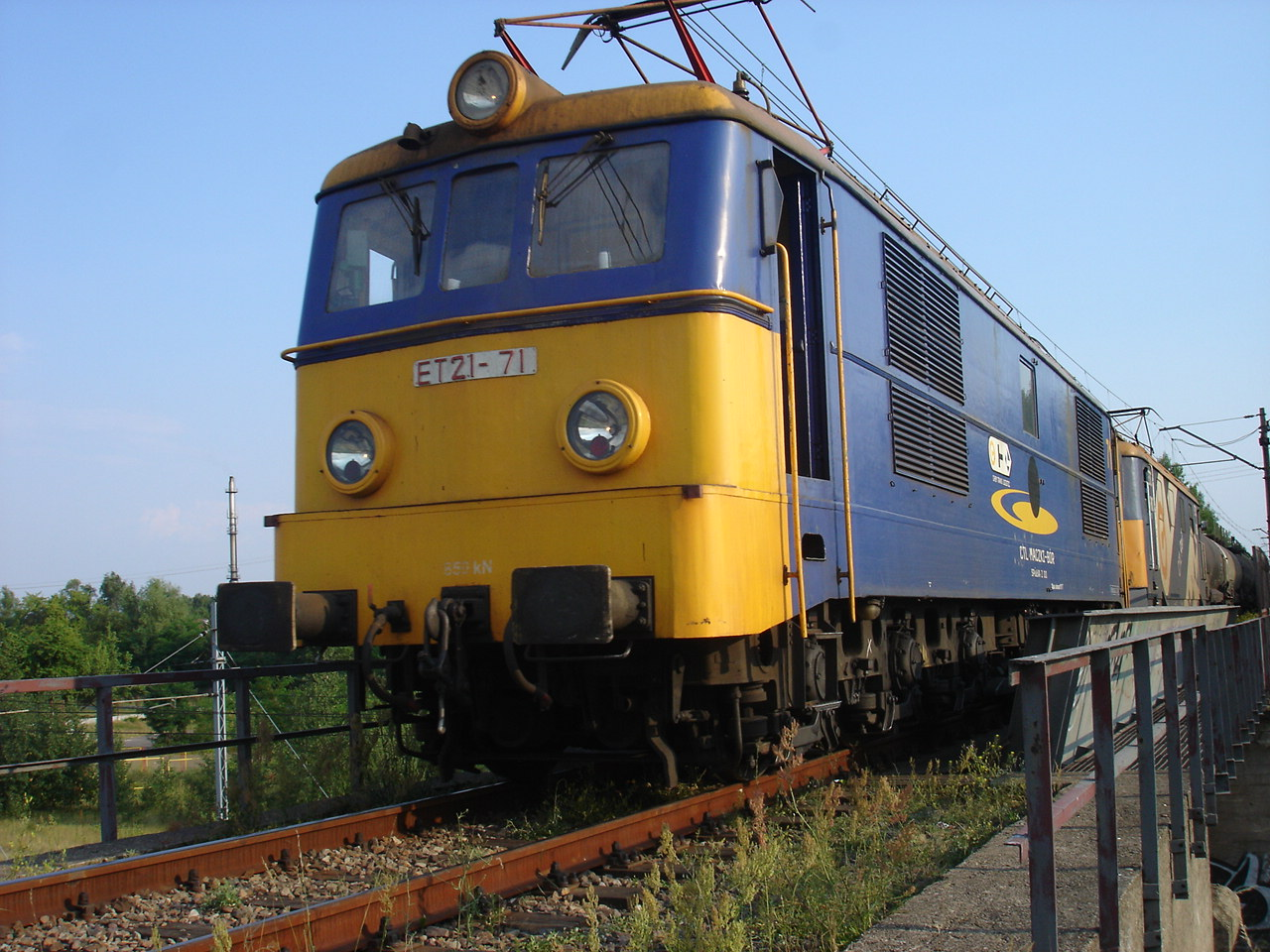
3E-71 (als ET21-71) der CTL in Mińsk Mazowiecki (2006)